# Municipio de Japton
El municipio de Japton (en inglés: Japton Township) es un municipio ubicado en el condado de Madison en el estado estadounidense de Arkansas. En el año 2010 tenía una población de 441 habitantes y una densidad poblacional de 6,65 personas por km².

## Geografía
El municipio de Japton se encuentra ubicado en las coordenadas 35°57′20″N 93°47′37″O / 35.95556, -93.79361. Según la Oficina del Censo de los Estados Unidos, el municipio tiene una superficie total de 66.31 km², de la cual 66,12 km² corresponden a tierra firme y (0,29 %) 0,19 km² es agua.

## Demografía
Según el censo de 2010, había 441 personas residiendo en el municipio de Japton. La densidad de población era de 6,65 hab./km². De los 441 habitantes, el municipio de Japton estaba compuesto por el 97,96 % blancos, el 0,45 % eran amerindios y el 1,59 % eran de una mezcla de razas. Del total de la población el 0 % eran hispanos o latinos de cualquier raza.